# Château de Compiègne
Château de Compiègne er et tidligere kongeligt slot beliggende i Compiègne i Oise. Det blev bygget til Ludvig 15. af Frankrig, og restaureret af Napoleon.